# Daniel Frank (Leichtathlet)
Daniel Frank (* 1882; † 20. März 1965) war ein US-amerikanischer Weitspringer.
Bei den Olympischen Spielen 1904 in St. Louis gewann er mit 6,89 m die Silbermedaille hinter seinem Landsmann Meyer Prinstein (7,34 m).
Seine Bestleistung von 7,30 m stellte er am 20. August 1904 in New York City auf. 